# François de Paula Victor
Francisco de Paula Victor (1827-1905), était un prêtre catholique brésilien, connu pour avoir été un « apôtre de la charité ». Il est vénéré comme Bienheureux par l'Église catholique.